# Landa (Cameroun)
Pour les articles homonymes, voir Landa.
Landa est un village du Cameroun situé dans le département du Haut-Nyong de la région de l'Est, précisément au niveau de l'arrondissement (commune) de Bebend.

## Population
En 2005, le village comptait 316 habitants, dont 156 sont des hommes et 160 des femmes.